# Thomas Jay Ryan
Thomas Jay Ryan (Pittsburgh, 1º agosto 1962) è un attore statunitense.
È conosciuto soprattutto per il suo ruolo da protagonista nel film del 1997  La follia di Henry.

## Filmografia

### Cinema
- La follia di Henry (Henry Fool) (1997)
- The Book of Life (1998)
- La leggenda di Bagger Vance (The Legend of Bagger Vance) (2000)
- Dischord (2001)
- Home Sweet Hoboken (2001)
- Teknolust (2002)
- Noon Blue Apples (2002)
- The Cloud of Unknowing (2002)
- Grasshopper (2003)
- Se mi lasci ti cancello (Eternal Sunshine of the Spotless Mind) (2004)
- Tiger: His Fall & Rise (2004)
- The Dying Gaul (2005)
- The Pigs (2005)
- Noon Blue Apples (2006)
- Fay Grim (2006)
- Strange Culture (2007)
- Dream Boy (2008)
- South of Heaven (2008)
- My Sweet Misery (2009)
- My America (2014)
- Ned Rifle (2014)
- Sabbatical (2014)
- The Missing Girl (2015)
- Burn Country (2016)
- My Entire High School Sinking Into the Sea (2016), voce

### Televisione
- Degas and the Dancer - film TV (1998)
- Mary Cassatt: An American Impressionist - film TV (1999)
- My America - serie TV, un episodio (2012)
- Elementary - serie TV, un episodio (2013)
- Nurse Jackie - Terapia d'urto (Nurse Jackie) - serie TV, un episodio (2014)
- The Good Wife - serie TV, un episodio (2016)
- Blue Bloods - serie TV, un episodio (2017)

## Doppiatori italiani
- Luca Graziani in The Good Wife
- Enzo Avolio in Blue Bloods